# Centrul Național de Instruire Întrunită „Getica” de la Cincu
Centrul Național de Instruire Întrunită „Getica” reprezintă o structură subordonată Statului Major al Forțelor Terestre Române , destinată activității de instruire militară atât a unor formațiuni militare până la nivel de brigadă, cât și a personalului militar care participă la misiuni individuale în afara României, precum și activității de evaluare a activității de instruire în domeniu.